# 神奈川県立神奈川工業高等学校
神奈川県立神奈川工業高等学校（かながわけんりつかながわこうぎょうこうとうがっこう）は、神奈川県横浜市神奈川区に所在する公立の工業高等学校。略称は神工（じんこう）、神奈工（かなこう）。

## 概要

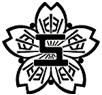
神奈川県立神奈川工業高等学校校章

1912年（明治45年）に開校した神奈川県立工業学校を前身とする学校で、神奈川県で最初の工業高校である。
校舎は冷暖房完備・エレベータ完備の10階建て。同一敷地内に神奈川県立神奈川総合高等学校があり、食堂・図書館・室内プール・トレーニングルーム・多目的ホール・弓道場は共用となっている。
ホームルーム教室からは南側のみなとみらい地区が一望でき、定時制の生徒はきれいな夜景や花火を見ながら授業を受けている。

## 沿革
- 1911年4月 - 文部省より前身となる神奈川県立工業学校の設置を許可される[1]。
- 1912年4月 - 神奈川県立工業学校開校[1]。
- 1916年4月 - 定時制の前身となる神奈川県立工業学校付属工業補習学校開校[1]。
- 1921年4月 - 付属工業補習学校を分離独立化し神奈川県立工業補習学校とする[1]。
- 1935年9月 - 工業補修学校を廃止し神奈川県立工業青年学校を設置する[1]。
- 1944年4月 - 神奈川県立工業青年学校を廃止し神奈川県立工業学校第二種を設置する[1]。
- 1948年4月 - 新制に移行し神奈川県立神奈川工業高等学校へ改称する。併せて第二種を定時制の課程とする[1]。
- 1950年3月 - 愛甲郡愛川町に分校を置く[1]。
- 1950年4月 - 足柄上郡松田町に分校を置く[1]。
- 1960年3月 - 愛川分校を閉鎖する[1]。
- 1964年3月 - 松田分校を閉鎖する[1]。

## 課程・学科
全日制・定時制の2つの課程があり、全日制には電気科・機械科・建設科・デザイン科の4学科、定時制には電気科・機械科・建設科の3学科がある。

### 全日制
機械科
機械に関する基礎・基本を確実に学び、新しい産業構造に対応できる創造性豊かな能力と確かな技術力を養う。特にメカトロニクス技術、情報処理技術、コンピュータ制御等の実験や実習を積極的に取り入れ、実践的な技術者の育成を目的としている。3年生の実習は選択制とし、個々の生徒の特性や進路にあった実習を行っている。また、課題研究の授業においては、1・2年生で学んだ事柄を基に、各自の興味・関心に基づく研究テーマを設定し、その問題解決に向けてグループ活動を行い、学年末にその取り組み状況・研究成果を発表している。さらに、ものづくり競技会への参加や支援、資格・検定取得にも積極的に取り組んでいる。
建設科
将来の建設技術者として、建築設計、建築施工および建築関係の業務で活躍し、良識ある社会生活を営むことを目的としている。在学中には、建設施工技術者の資格が取得できる。また卒業することで実務経験によって木造建築士、二級建築士、一級建築士および2級建築施工管理技士、1級建築施工管理技士などの資格を得ることができる。
電気科
電気・電子・情報の知識と技術を座学と実習を通して学ぶ。1年次ではその基礎を、2年次では生徒自身の興味に応じ授業を選択しより専門的な内容を、3年次には「課題研究」の授業で3年間学んできた知識と技術を用いて複数人の班に別れて研究活動を行う。研究テーマは各班で自由に決められるため、好きなことをテーマにすることが出来る。また、放課後や夏休みを利用して各種資格取得やコンテストの講習を行っている。
デザイン科
人々の生活を豊かで快適な環境にし、社会や文化の形成に寄与するための知識や技術を学び、環境にも配慮した創造的な提案をする能力と態度を身に付ける。1年次には工業および造形、デザインの基礎、2年次には、工業製品や環境構成に関するプロダクトデザインおよび広告や印刷に関するビジュアルデザインの基礎を学び、3年次には、将来の進路を見据えた領域を選び、卒業制作展に向けて学習に取り組む。実技の授業は、少人数編成やチームティーチングによる学習を展開し、生徒一人ひとりの学力の定着を図る。また、各種のポスターコンクールやデザインコンペにも挑み、実践的な力を養う。

### 定時制
機械科
機械に関する基礎･基本を確実に学び、新しい産業構造に対応できる創造性豊かな能力と確かな技術力を養う。ものづくりで必要な知識と技術を習得するために、1年次の工業技術基礎では紙のスーパーカーの製作、工具箱の製作等を行う。2年次以降は、実習・製図での課題製作を中心に設計・工作や情報技術基礎等を学び、工業界で活躍する機械技術者の育成を目的とする。また、ものづくり競技会への参加や支援、資格･検定取得にも積極的に取り組んでいる。
建設科
将来の建設技術者として、建築設計、建築施工および建築関係の業務で活躍し、良識ある社会生活を営むことを目的としている。在学中には、建設施工技術者の資格が取得できる。また卒業することで実務経験によって木造建築士、2級建築士、1級建築士 および2級建築施工管理技士、1級建築施工管理技士などの資格を得ることができる。
電気科
電気全般の基礎知識と電気・電子・通信・情報処理等の技術修得を目指す。電気・電子に関する基礎的な知識・技術・技能を系統的に学習し、さらにコンピュータと情報ネットワークを支えるデジタル技術についても学習することで、工業界・産業界で幅広く活躍でき、あわせて健全で良識ある社会人を育成することを目的とする。

## 部活動

### 全日制
| 専門部 - 放送部 - 吹奏楽部 | 運動部 - ワンダーフォーゲル部 - サッカー部 - 柔道部 - 水泳部 - 相撲部 - 卓球部 - 硬式テニス部 - バレーボール部 - バドミントン部 - 野球部 - ラグビー部 - 陸上競技部 - バスケットボール部 - ハンドボール部 - 剣道部 - 弓道部 - ダンス部 - 水球部 - ソフトテニス部 | 文化部 - アマチュア無線部 - 茶道部 - ロボティクス部 - 鉄道研究部 - 陶芸部 - 写真部 - 音楽部 - 映画研究部 - クリエイション部 - 美術部 - eスポーツ部 - 料理部 - ものづくり研究部 - 園芸部 - 電気研究部 | 同好会 - イラスト漫画同好会 - 建築研究同好会 |

### 定時制
| 運動部 - 野球部 - バスケットボール部 - サッカー部 - 卓球部 - 柔道部 - 自転車部 - 硬式テニス部 - バドミントン部 - ライフル射撃部 - 陸上競技部 | 文化部 - 囲碁将棋部 - 書道部 - 写真部 - 陶芸部 - イラスト部 - 手工芸部 - 軽音楽部 - 機械研究部 - 電気研究部 - 建築研究部 |

## 学校行事

### 全日制
4月
- 着任式
- 入学式
- 新入生歓迎会

5月
- 1学期中間試験

6月
- 体育祭
- 生徒総会

7月
- 1学期期末試験

10月
- 生徒会選挙
- 2学期中間試験
- 神工祭（じんこうさい） - 文化祭

12月
- 2学期期末試験

1月
- 課題研究発表会
- 卒業試験

3月
- 卒業式
- 学年末試験
- 文化部発表会
- 離退任式

## アクセス
| 路線                 | 駅名           | 所要時間 |
| -------------------- | -------------- | -------- |
| 東急東横線           | 東白楽駅       | 3分      |
| JR横浜線・京浜東北線 | 東神奈川駅     | 約8分    |
| 京急本線             | 京急東神奈川駅 | 約10分   |

## 著名な関係者

### 卒業生
- 青木優也[3] - プロレスラー
- 浅葉克己[3] - アートディレクター
- 阿部進（カバゴン先生）[3] - 教育評論家
- 泉田清幸[3] - 登山家
- 織本順吉[3] - 俳優
- 神埼彰利[3] - 歴史家
- 絹川正吉[3] - 数学者
- 窪田正孝[3] - 俳優
- 小島燁[3] - 実業家
- 桜井七之助[4]-元プロ野球選手
- 佐藤好春[3] - アニメーター
- 關家良一[3] - ウルトラマラソンランナー
- 田中謙次[3] - 俳優
- 中島千波[3] - 日本画家
- 平岩共代[3] - アーティスト
- 廣瀬良一[3] - 都市プランナー
- 藤木幸夫[3] - 実業家
- 望月三起也[3] - 漫画家
- 本秀康[3] - イラストレーター、漫画家
- 柳下大[3] - 俳優
- 熊田五郎[3] - グラフィックデザイナー､絵本画家
- 長谷川恒男[3] - 登山家
- 堀禄助[3] - 実業家
- 伊織いお - グラビアアイドル - コスプレイヤー - 建築系OL

### 教職員
- 高柳健次郎[5] - 工学者、1921年（大正10年）から教諭として勤務していた
- 丸井金猊 - 日本画家、工芸図案科教諭